# اتصال مناطق طبيعية
اتصال المناطق الطبيعية هو «الدرجة التي يُسهِّل بها منظر طبيعي أو يعيق الحركة بين بقاع الموارد»  وله أهمية بالغة بالنسبة للبيئة الصحية، فهو ضروري من أجل الانسياب الجيني (بالإضافة إلى عمليات أخرى)، وحركة النباتات والحيوانات حيث تتكيف مع تغير المناخ.
يتكون هذا الاتصال من مكونين:
- الاتصال التركيبي: وهو التركيب المكاني للمنطقة الطبيعية ويمكن وصفه باستخدام عناصر الخريطة
- المُكوِّن الحيوي: وهو استجابة الأفراد لخصائص المنطقة الطبيعية (اتصال وظيفي)

## البرامج
سيركويتسكيب هو برنامج مفتوح المصدر يستخدم نظرية الدوائر الكهربائية للتنبؤ بالاتصال في المناطق الطبيعية متغيرة الخواص من حيث الحركة الفردية والانسياب الجيني والتخطيط للمحافظة. تتيح نظرية الدوائر الكهربائية فوائد متنوعة أكثر من نماذج الاتصال التحليلة الشائعة؛ ومن بينها أساس نظري في نظرية الحركة العشوائية، بالإضافة إلى القدرة على تقييم مساهمات مسارات التشتت المتعددة. ويتم تمثيل المناطق الطبيعية في شكل أسطحٍ موصلة ذات مقاومات منخفضة معينة للمواطن الطبيعية الأكثر قابلية لمرور الحركة من خلالها أو الأفضل في تعزيز الانسياب الجيني، بينما تمثل المقاومات العالية المواطن الطبيعية التي تعاني من سوء الانتشار أو معوقات الحركة. وعليه يمكن الربط بين المقاومات الفعالة والكثافات الحالية والجهود المحسوبة عبر المناطق الطبيعية وبين العمليات البيئية مثل الحركة الفردية والانسياب الجيني.
- Conefor Sensinode
- FunConn
- Graphab

جرافاب (Graphab) هو تطبيق برمجي مخصص لعمل نماذج لشبكات المناطق الطبيعية. وهو يتكون من أربع وحدات أساسية: إنشاء الرسم البياني مشتملاً على البيانات الأولية للمنطقة الطبيعية، وتعريف البقاع والروابط، وحساب مقاييس الاتصال من الرسم البياني، والربط بين الرسم البياني ومجموعة بيانات النقاط الخارجية، والواجهة المرئية ورسوم الخرائط.
يمكن تشغيل برنامج جرافاب على أي كمبيوتر يدعم برنامج جافا 1.6 أو الإصدارات الأحدث (أجهزة الكمبيوتر التي تعمل بنظام لينوكس أو ويندوز أو ماك ...). يتم توزيع هذا البرنامج مجانًا للاستخدامات غير التجارية.
- PathMatrix

## حواشي
1. ↑  Taylor et al., 1993
2. ↑  McRae، Brad H. "Where to Restore Ecological Connectivity? Detecting Barriers and Quantifying Restoration Benefits". Plos One. مؤرشف من الأصل في 2014-10-14. اطلع عليه بتاريخ 2013-02-24. {{استشهاد بدورية محكمة}}: الوسيط author-name-list parameters تكرر أكثر من مرة (مساعدة)
3. ↑  Brooks 2003